# 多明戈斯·帕西恩西亚
多明戈斯·帕西恩西亚（葡萄牙語：Domingos José Paciência Oliveira，1969年1月2日—）出生於萊薩達帕爾梅拉教區，是一位已退休的葡萄牙足球前鋒球員。多明戈斯在布拉加體育會渡過了兩個的成功球季以後，轉移到位於里斯本的足球豪門里斯本運動。曾執教西甲球隊拉科鲁尼亚。